# ベルナール・デュ・ビュス・ド・ジジニー

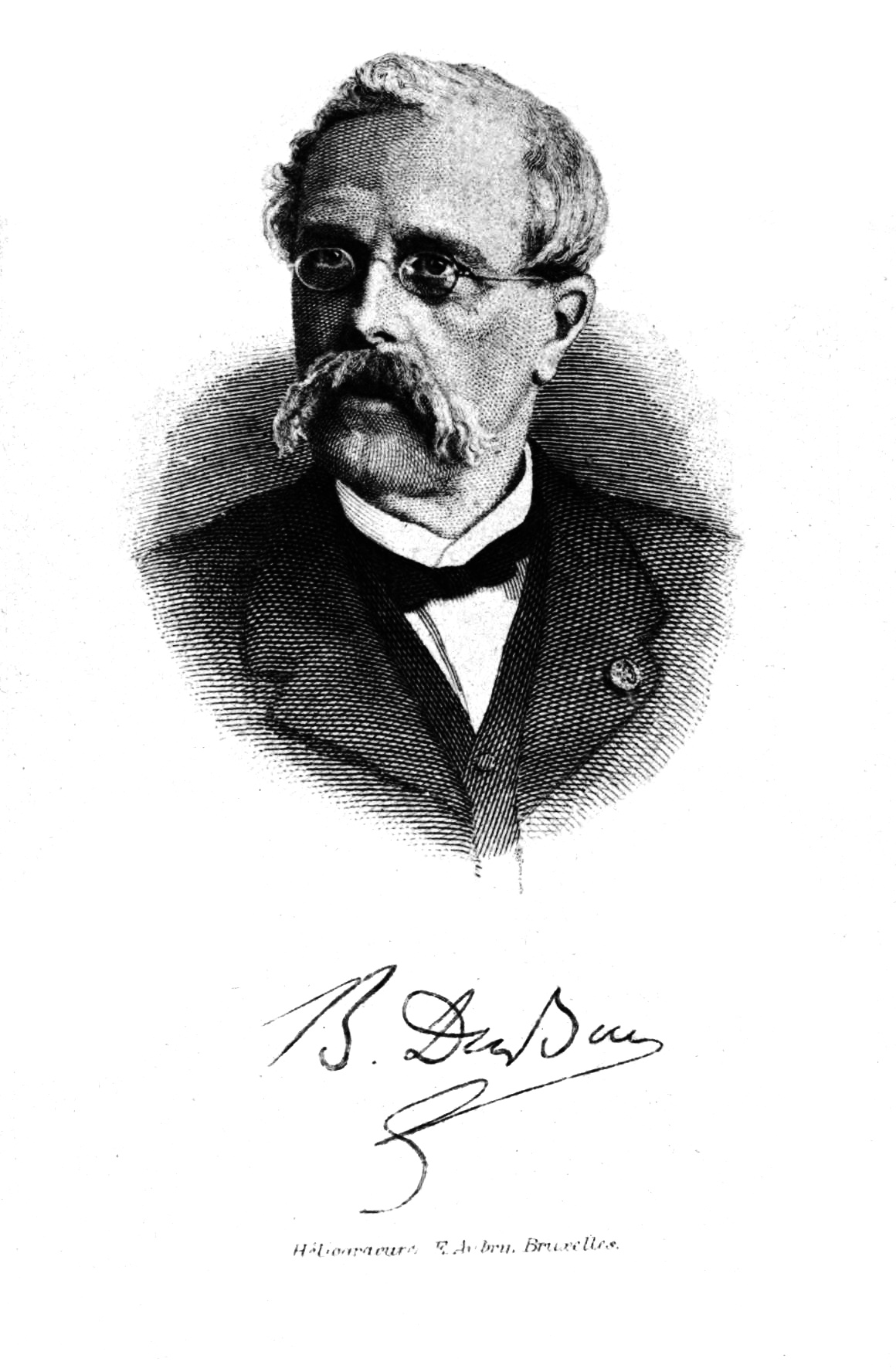
ベルナール・デュ・ビュス・ド・ジジニー

ベルナール・デュ・ビュス・ド・ジジニー（Bernard du Bus de Gisignies、1808年6月21日 - 1874年7月6日）は、オランダの貴族（ヨンクヘアー）、ベルギーの政治家、鳥類学者、古生物学者である。サン＝ジョス＝タン＝ノードで生まれ、バート・エムスで死去した。

## 人物
レオナルド・デュ・ビュス・ド・ジジニーの次男で、1845年5月19日にPetronilla Truytsと結婚し、Viscount Bernard Daniel（1832年10月7日-1917年2月17日）とViscount Chretien （1845年11月4日-1883年7月3日）の2子をもうけた。
ルーヴェン州立大学で法律を学んだが、すぐに鳥類学に興味を持ち、1835年にベルギー王立科学芸術アカデミーでオーストラリアのセイタカシギCladorhynchus leucocephalusを記載した。彼はソワニェの町の議員も務めた。
1846年にベルギー王立自然史博物館の初代館長となった。この機会に、彼は自身の持つ2474個の鳥のコレクションを博物館に寄贈した。1860年、アントワープ近郊に要塞を作る際に、彼は古生物学に関わることになった。発見された化石は主にクジラのものだった。この時、現在も博物館に展示されているホッキョククジラや若いシロナガスクジラの骨格も得た。1860年、リール近くでマンモスの骨格が発見され、博物館に持ち込まれた（1869年から展示された）。この当時、マンモスの骨格は、他にサンクトペテルブルクの博物館にしか展示されていなかった。
1867年には、ベルギー王立アカデミーの科学部門長となった。